# FripSide infinite video clips 2009-2020
『fripSide infinite video clips 2009-2020』（フリップサイド・インフィニット・ビデオ・クリップス・ツーサウザンドナイン・ツーサウザンドトゥエンティ）は、日本の男女2人組音楽ユニットであるfripSideの4枚目の映像作品。2020年4月1日にNBCユニバーサル・エンターテイメントから発売。

## 概要
今作は自身初のMV集となり、第2期fripSide10周年イヤー10大発表のうちの1つとしてリリースが告知された。第2期1stシングル「only my railgun」から最新シングル「final phase」までのシングル・アルバムに収録されたミュージック・ビデオのほか、新録音・アレンジ見直しを行った「only my railgun」の新規MVも収録され、また、収録曲の一部は最新技術でアップコンバートし、全曲HD化され収録される。この他、MV Makingやコメンタリーといった特典も収録される。

## 収録内容

### Blu-ray
1. only my railgun
2. LEVEL5-judgelight-
3. future gazer
4. everlasting
5. Heaven is a Place on Earth
6. way to answer
7. Decade
8. sister's noise
9. eternal reality
10. black bullet
11. infinite synthesis
12. Luminize
13. Two souls -toward the truth-
14. white forces
15. 1983-schwarzesmarken-(IS3 edition)
16. The end of escape
2016年にリリースされた、angelaとのコラボ楽曲。これより以前にリリースされた「僕は僕であって」は未収録。
17. clockwork planet
18. Red “reduction division”-crossroads version-
19. killing bites
20. divine criminal
21. Edge of the Universe
22. Love with You
23. when chance strikes
24. final phase
25. only my railgun-version2020-

### 映像特典
only my railgun-version2020- MV Making

### 音声特典
八木沼悟志とSTAFFによるまったりオーディオコメンタリー
＜M1,2,3,7,8,11,16,19,25＞